# La Légende de l'Ouest
La Légende de l'Ouest est la cent-douzième histoire de la série Lucky Luke par Morris et Patrick Nordmann. Elle est publiée pour la première fois en album en 2002 n° 41.

## Résumé
Buffalo Bill engage quatre comédiens pour jouer les Dalton dans son célèbre spectacle. Il change sensiblement leur caractère et en fait des bandits au grand cœur. Voyant ce succès, les vrais Dalton s'échappent et tentent à leur tour leur chance…

## Le dernier Lucky Luke de Morris
Il s'agit du dernier album que Morris termine avant sa mort en 2001, et le dernier album des Aventures de Lucky Luke. Par la suite, les aventures du cow boy seront reprises par Achdé (dessins) et Laurent Gerra (scénario) sous le nom d'Aventures de Lucky Luke d'après Morris.

## Source
- www.bedetheque.com, « Lucky Luke » (consulté le 17 août 2008)
- www.lucky-luke.com, « Lucky Luke » (consulté le 17 août 2008)